# Charles Ornel : vous allez détester m'aimer
Charles Ornel: vous allez détester m'aimer est une série télévisée ivoirienne créée et réalisée par Kismath Baguiri,, co-produite par Alex Ogou et A+ Ivoire et diffusée pour la première fois le 8 avril 2024. Cette œuvre cinématographique d'une saison de 52 épisodes est une adaptation de l'œuvre littéraire Charles Ornel, vous allez détester m’aimer ! de Ornela Vianney Koffi.

## Synopsis
Charles Ornel, jeune milliardaire charismatique, est ambitieux et talentueux dans les affaires. Son attitude à la fois généreuse, audacieuse et son franc-parler déconcertent, mais témoignent de son authenticité. Dominant et souvent imprévisible, il prend des risques dans tous les domaines, y compris en amour, tout en restant honnête et réaliste sur ses désirs. Son amour pour le risque, lui réserve hélas bien des surprises,. Corruption, ambitions personnelles, injustices et dynamiques familiales sont au centre de l'intrigue.

## Fiche technique
- Titre original: Charles Ornel: vous allez détester m'aimer
- Réalisateur: Kismath Baguiri[1],[2]
- Producteurs: Alex Ogou (Plan A) et A+ Ivoire[3]
- Format: 52 épisodes x 26 minutes[6]
- Nombre de saison: 1
- Nombre d'épisodes: 52
- Genre: Drame, romance, suspense,
- Pays d'origine: Côte d'Ivoire
- Langue originale: Français
- Date de diffusion: 8 avril 2024

## Distribution
- Axel Trésor Gballou, acteur principal dans le rôle de Charles Ornel[8]
- Evode Adadoh dans le rôle de Leissa
- Ramatoulaye Sako dans le rôle de la mère de Charles Ornel
- Brice Delon dans le rôle de Landry
- Cyrille Tapé Toualy dans le rôle de Tony[8]